# Вежа Корнякта

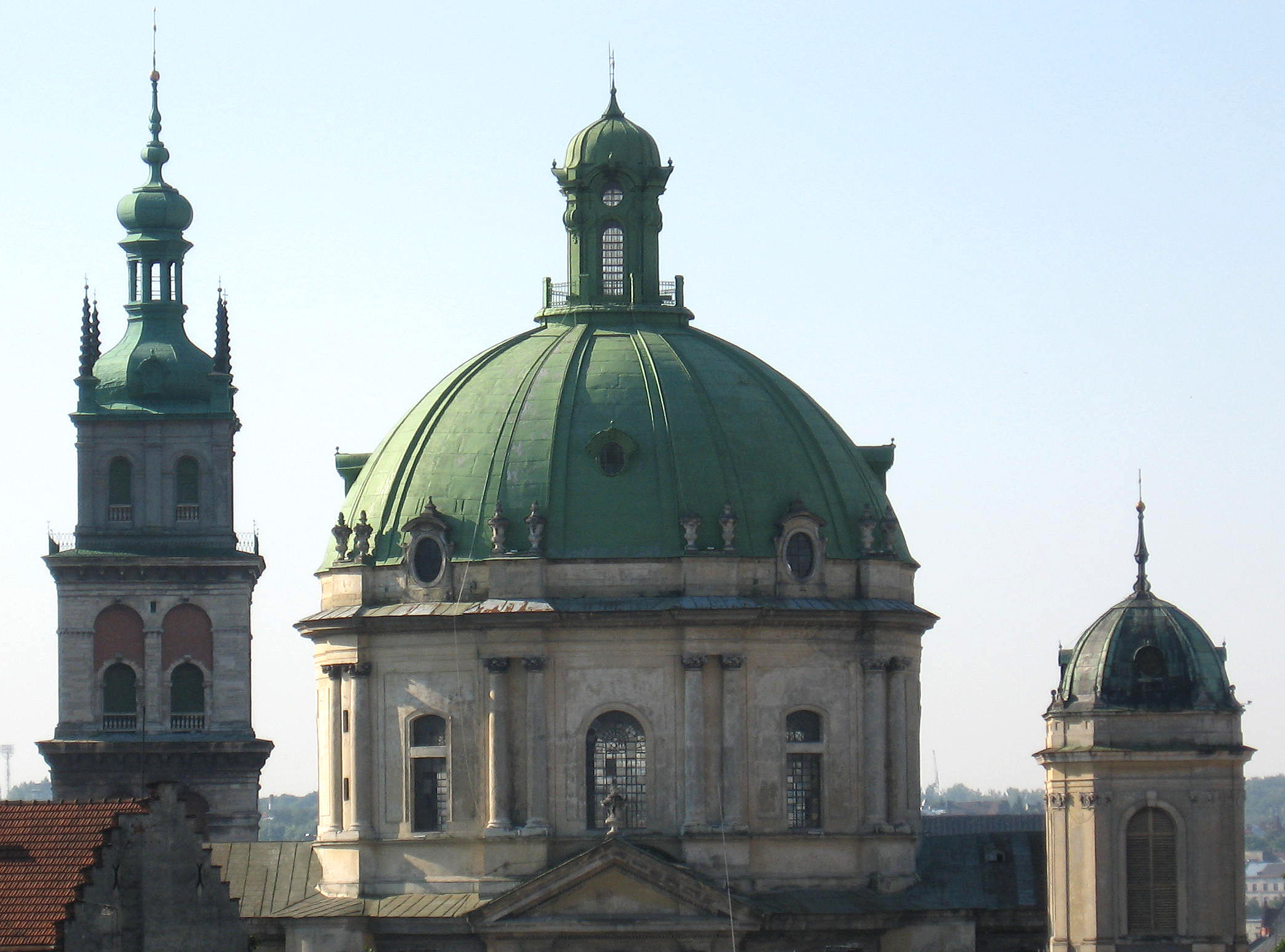
Вежа Корнякта за банею Домініканського костелу (зліва)

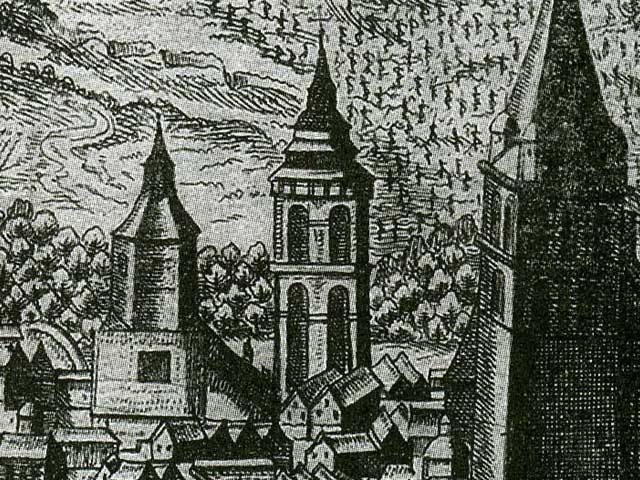
По центру — вежа Корнякта

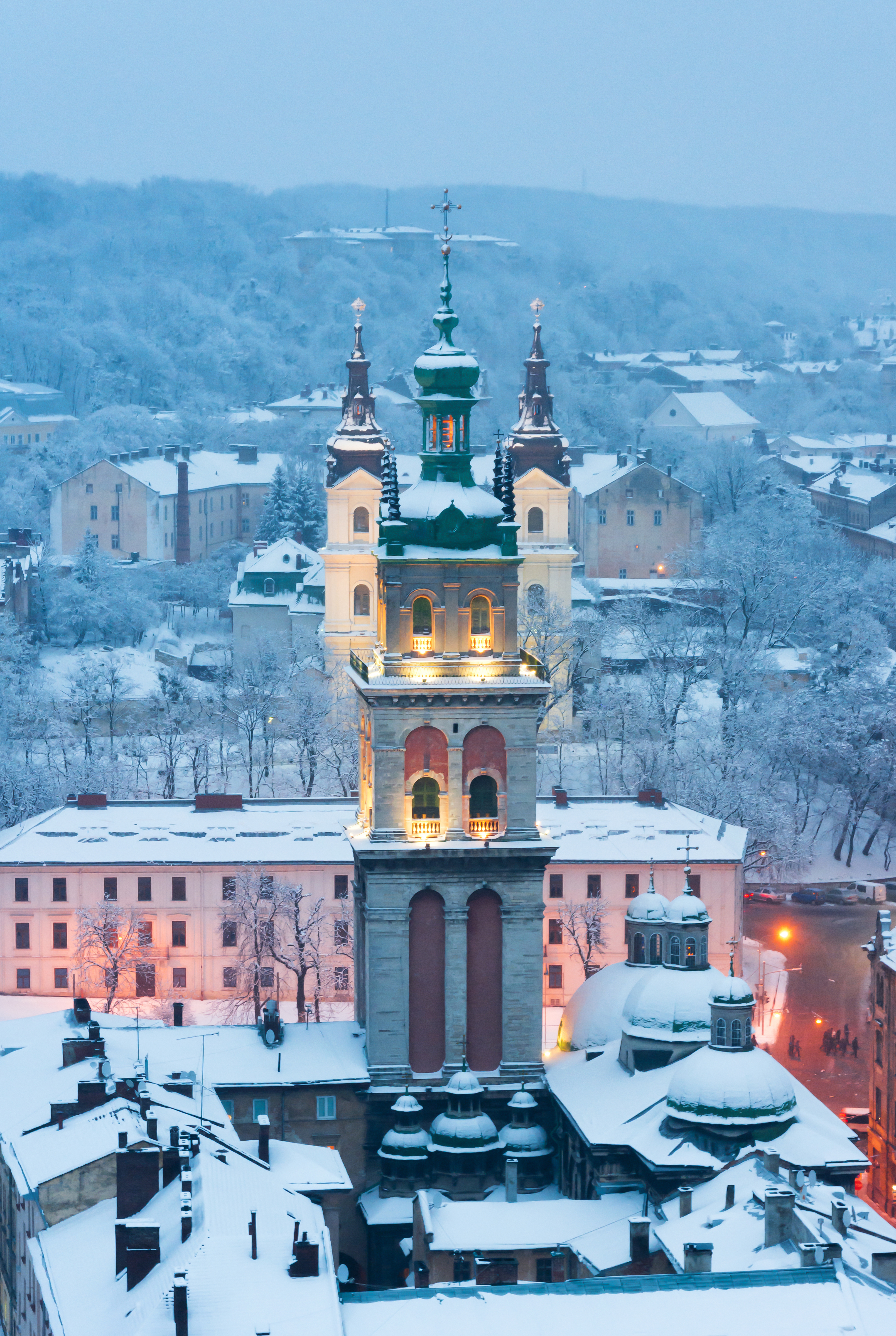
Вигляд на вежу Корнякта з ратуші

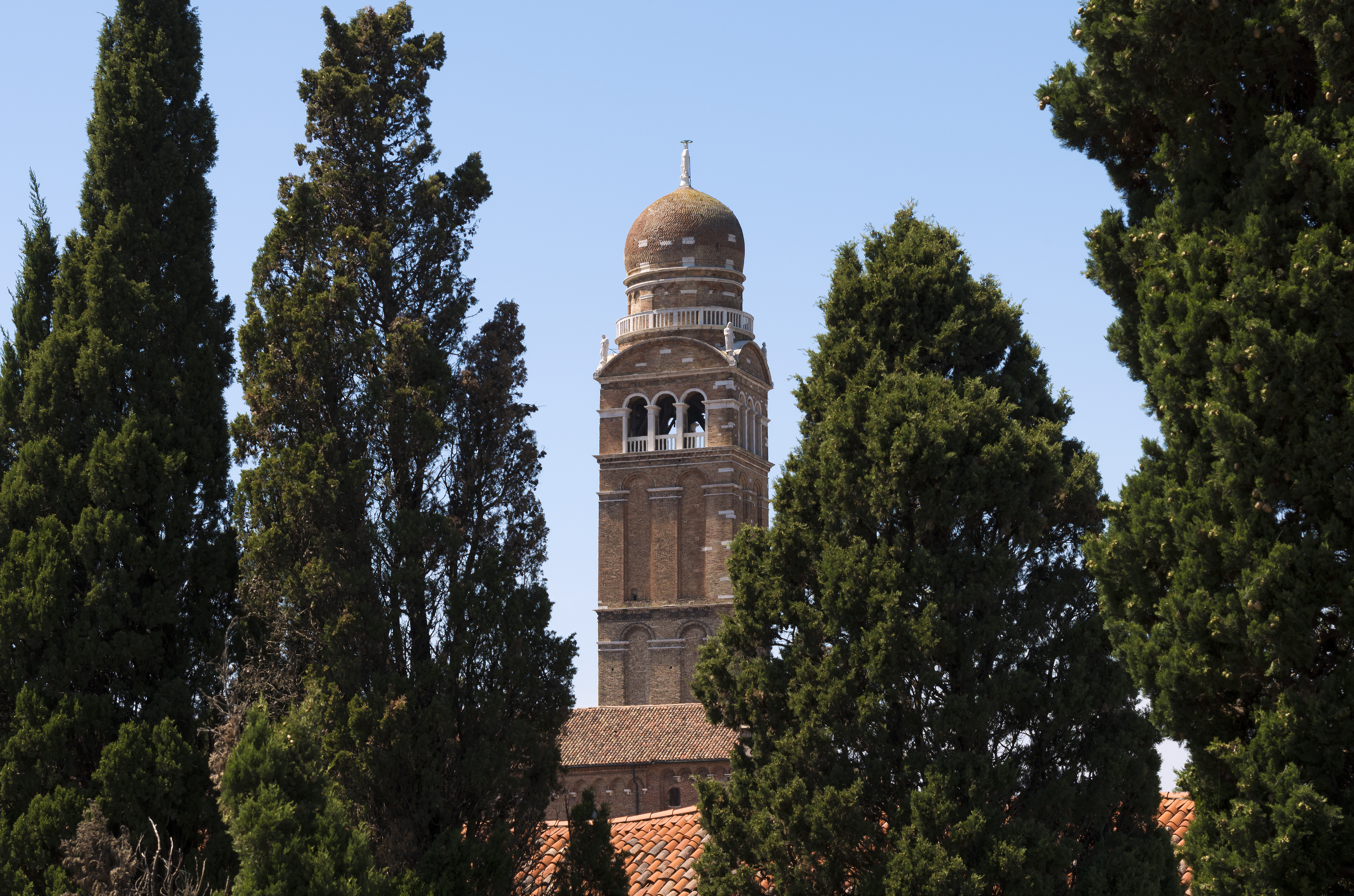
Вежа-дзвіниця церкви Мадонна делл'Орто, Венеція

Ве́жа Корня́кта — пам'ятка архітектури національного значення у Львові (вулиця Підвальна, 9), частина ансамблю Успенської церкви.

## Історія
Вежа побудована в епоху ренесансу як дзвіниця Успенської церкви за проектом архітектора Петра Барбона за участю Павла Римлянина у 1572–1578 роках на кошти львівського купця грецького походження Костянтина Корнякта.
Її попередницею була вежа, збудована коштом львівського міщанина, купця, діяча Успенського братства Давида Русина під керівництвом будівничого Фелікса, потім — архітектора Петра Барбона, яка завалилася 1570 року.
За версією Вацлава Урбана у Польському біографічному словнику вежу було зведено львівським магістратом замість списання К. Корняктом 1000 злотих боргу.
На вежі, ще до завершення будівництва, повісили вилитий на замовлення купця найбільший у ті часи в Галичині дзвін діаметром у 2 метри, який був названий «Кирилом». З приводу цього дзвона розгорілася суперечка між Львівським Успенським братством та його сусідами — домініканцями, які неподалік мали свій монастир. Домініканці скаржилися не лише у магістрат, але і до короля, що «Кирило» за своїми розмірами перевищує усі дзвони в Польській державі. Осуд ченців викликали не лише розміри, але й голосний звук дзвона, який заважав їм слухати проповідь у церкві. Та, незважаючи на всі перепони, невдовзі «Кирило» почав виконувати функції головного дзвона міста, який оповіщав про військову небезпеку, пожежі, стихійні лиха та про смерть найвизначніших львів'ян, незалежно від їхнього віросповідання. «Кирило» служив братству до шведської навали, потім на його місце почепили інший.
Пожежа 1616 року, яка знищила значну частину міста, завдала значної шкоди й Руській вулиці. Дуже постраждала й вежа Корнякта: розтопився її олов'яно-свинцевий дах.
Вежа спочатку мала 3 різних за висотою яруси і 3-ступеневе шатрове завершення. У 1672 році під час турецької облоги дзвіниця постраждала від пожежі. Була відбудована в 1695 році архітектором Петром Бебером, який добудував ще один ярус і сучасне барокове завершення з чотирма витими обелісками по кутах.
У 1779 році пожежа знищила верхні яруси вежі. Їх було відновлено під час реставрації у 1780-х роках.
Під час релігійних свят на галереї верхнього ярусу грала капела і виступав братський хор. У приміщеннях вежі значний час зберігалася бібліотека Успенського братства (згоріла у 1779 році). Вежа Корнякта стала своєрідним гербом братства, її можна знайти на печатках братства, на видавничій марці.
Львівське братство використовувало вежу як місце кари для братчиків, що провинилися чим-небудь проти братських установ (зокрема, одного разу сидів Юрій Рогатинець).

## Архітектура
Вежа-дзвіниця квадратна у плані, збудована з ламаного каменю і обнесена тесаним каменем, в обробці використана поліхромія. Сполучена з північним фасадом Успенської церкви. По вертикалі фасади прикрашені пілястрами тосканського ордеру з червоними видовженими арковими нішами з невеликими віконними прорізами. Висота ярусів поступово зменшується, а точно знайдені пропорційні співвідношення додають дзвіниці стрункості та витонченості. Загальна висота вежі без хреста 65,8 метрів.
Владислав Лозинський припускав, що її взірцем була вежа Санто-Спіріто у Римі, а Січинський вказував на подібність її з вежами костелів Мадонни дель Орто та св. Стефана у Венеції.
Вежа Корнякта була однією з найгарніших споруд Європи свого часу.